# Glochidotheca foeniculacea
Glochidotheca foeniculacea là một loài thực vật có hoa trong họ Hoa tán. Loài này được (Fenzl) Fenzl mô tả khoa học đầu tiên năm 1843.